# Arcadi España García
Arcadi España García (Carcaixent, Ribera Alta, 10 de desembre de 1974) és un economista valencià. Ha estat conseller del consell de la Generalitat Valenciana presidida per Ximo Puig, primer de Política Territorial (2019-2022) i d'Hisenda i Model Econòmic (2022-2023). El desembre de 2023 fou nomenat secretari d'estat de política territorial.

## Biografia
Ha tingut una formació en Ciències Econòmiques i Empresarials per la Universitat de València, especialitzant-se en gestió pública. Ha exercit en l'àmbit privat com a assessor financer. També ha estat professor associat de Ciència Política a la Universitat Complutense de Madrid.
En l'àmbit polític ha format part de diversos càrrecs tant a nivell autonòmic com estatal. El 13è Congrés del PSPV el va triar secretari d'Estudis i Programes i entre 2013 i 2015 va ser el Cap de Gabinet del partit. També ha sigut director del gabinet de la secretaria d'estat d'Assumptes Constitucionals i Parlamentaris (Ministeri de Presidència), assessor del Ministeri de Treball i també Director de gabinet del President de la Generalitat Valenciana durant la IX Legislatura.
A la següent legislatura el president de la Generalitat Ximo Puig el va nomenar conseller de Política Territorial, Obres Públiques i Mobilitat fins que al maig de 2022, amb la primera gran remodelació del Govern del Botànic va passar a dirigir la conselleria d'Hisenda i Model Econòmic.
Aconseguí l'acta de diputat a les Corts Valencianes a les eleccions de 2023 tot i que els partits que conformaven el govern del Botànic no aconseguiren revalidar la majoria suficient i restaren a l'oposició al nou Consell format pel Partit Popular i Vox.